# Khỉ đỏ colobus Bouvier
Khỉ đỏ colobus Bouvier (Danh pháp khoa học: Piliocolobus bouvieri) là một loài linh trưởng mới được phát hiện tại Congo năm 2015, chúng là một phân loài của khỉ Piliocolobus pennantii, nhưng gần đây với các tiêu bản sưu tầm ngày trước các nhà khoa học chúng là một loài riêng chỉ sống trong các khu rừng ở Cộng hoà Congo.

## Đặc điểm
khỉ đỏ colobus Bouvier của có lông màu nâu đỏ trên cơ thể của mình nhạt hơn tương đối so với người anh em gần gũi nhất của nó, là khỉ đỏ colobus Bioko (P. pennantii pennantii), đầu của nó có một miếng vá màu đen chocolate và nâu lông và đó là nhỏ hơn so với P. p. pennantii. Nó có một cái cằm trắng và râu. Một dải màu đen của lông kéo dài từ trên mắt đến trán. Đôi mắt của khỉ được bao quanh bởi, bông tai màu hồng lớn.
Đuôi của P. bouvieri dài tương ứng với cơ thể nhỏ bé của mình và có màu nâu sẫm ở gốc, mờ dần đến nâu đỏ ở mũi. Các lông ở mặt dưới của loài là nhạt hơn so với lông trên lưng nó. Khỉ đỏ colobus Bouvier thay đổi từ nhẹ thịt màu với đôi má đen và lông mày để tông màu tối trên khắp mặt, trừ mũi và môi. khỉ đỏ colobus Bouvier sống trong các khu rừng đầm lầy xung quanh sông Congo, giữa miệng của các sông Alima và Oubangui. Nó không sợ hãi của con người, làm cho nó trở thành một mục tiêu dễ dàng cho thợ săn lấy thịt rừng.

## Phân loại
Khỉ đỏ colobus Bouvier đã được mô tả lần đầu tiên vào năm 1887 bởi Alphonse de Trémeau rochebrune trong tác phẩm Hệ động vật của Sénégambie (Faune de Sénégambie). Trong nhiều năm nó đã được coi là một phân loài của Piliocolobus pennantii và đặt tên Procolobus pennantii ssp. bouvieri. Năm 2007, Colin Groves phân loại nó như là một loài riêng biệt. Groves coi Piliocolobus là một chi đầy đủ, trong khi các tác giả khác xem nó như là một phân chi của procolobus, và do đó chuyển giao khỉ đỏ colobus Bouvier với cái tên khoa học Piliocolobus bouvieri (danh pháp này đã được theo sau đây).
Trong đánh giá gần đây nhất của IUCN (2008), khỉ đỏ colobus Bouvier đã được phân loại là cực kỳ nguy cấp với một lưu ý nói rằng đó là "rất có thể đã tuyệt chủng". Không có cá thể nào đã được nhìn thấy trong tự nhiên từ những năm 1970 và được cho là đã bị mất ít nhất 80% dân số nước này kể từ sau đó, do săn bắn và môi trường sống bị mất. Việc nhìn thấy có thể đã được báo cáo bởi F. Petter và F. Vincent trong những năm 2000, nhưng nhìn thấy là đáng kể phía nam của loài 'phạm vi được biết đến trước đây và có thể không được xác nhận. 

## Phát hiện
Loài khỉ đỏ Bouvier colobus đã không còn nhìn thấy trong vòng hơn 50 năm qua, do vậy người ta cho rằng chúng đã tuyệt chủng. Hai nhà nghiên cứu độc lập Lieven Devreese và Gael Elie đã thám sát công viên quốc gia Ntokou-Pikounda và ghi được những hình ảnh quý hiếm về loài khỉ này, những hình ảnh các ông ghi được chứng minh khỉ đỏ Bouvier vẫn còn tồn tại, họ tìm thấy cả một nhóm của những con khỉ sống trong các khu rừng vùng đầm lầy giáp sông Bokiba của công viên quốc gia Ntokou-Pikounda. Lần đầu tiên được ghi nhận và ghi chép một số chi tiết về loài khỉ đỏ này vào năm 1887 rồi lưu trữ trong bảo tàng, đến nay qua bằng chứng hình ảnh về sự tồn tại của chúng.